# Семеново-Шарла
Семёново-Шарла — деревня в Шенталинском районе Самарской области. Входит в сельское поселение Четырла.

## География
Находится на расстоянии примерно 24 километра по прямой на северо-восток от районного центра станции Шентала.

## История
Известна с 1811 года,  основная масса переселенцев- мордва с.Сиделькино. В 1859 году учтен 31 двор и 303 жителя.

## Население
Постоянное население составляло 190 человек (мордва 90%) в 2002 году, 178 в 2010 году.